# Исокюрё
И́сокюрё (фин. Isokyrö), или Сту́ркюро (швед. Storkyro) — община (муниципалитет) в провинции Остроботния. До 2009 года входила в состав губернии Западная Финляндия. В 2020 году Исокюрё переехал в провинцию Южная Остроботния.
Площадь — 356,99 км² из которых 2,79 км² — водная поверхность.
В 2014 году тремя финскими предпринимателями бывшее здание молокозавода было приспособлено под производство первого в Финляндии ржаного виски, промышленная реализация которого запланирована на 2017 год.

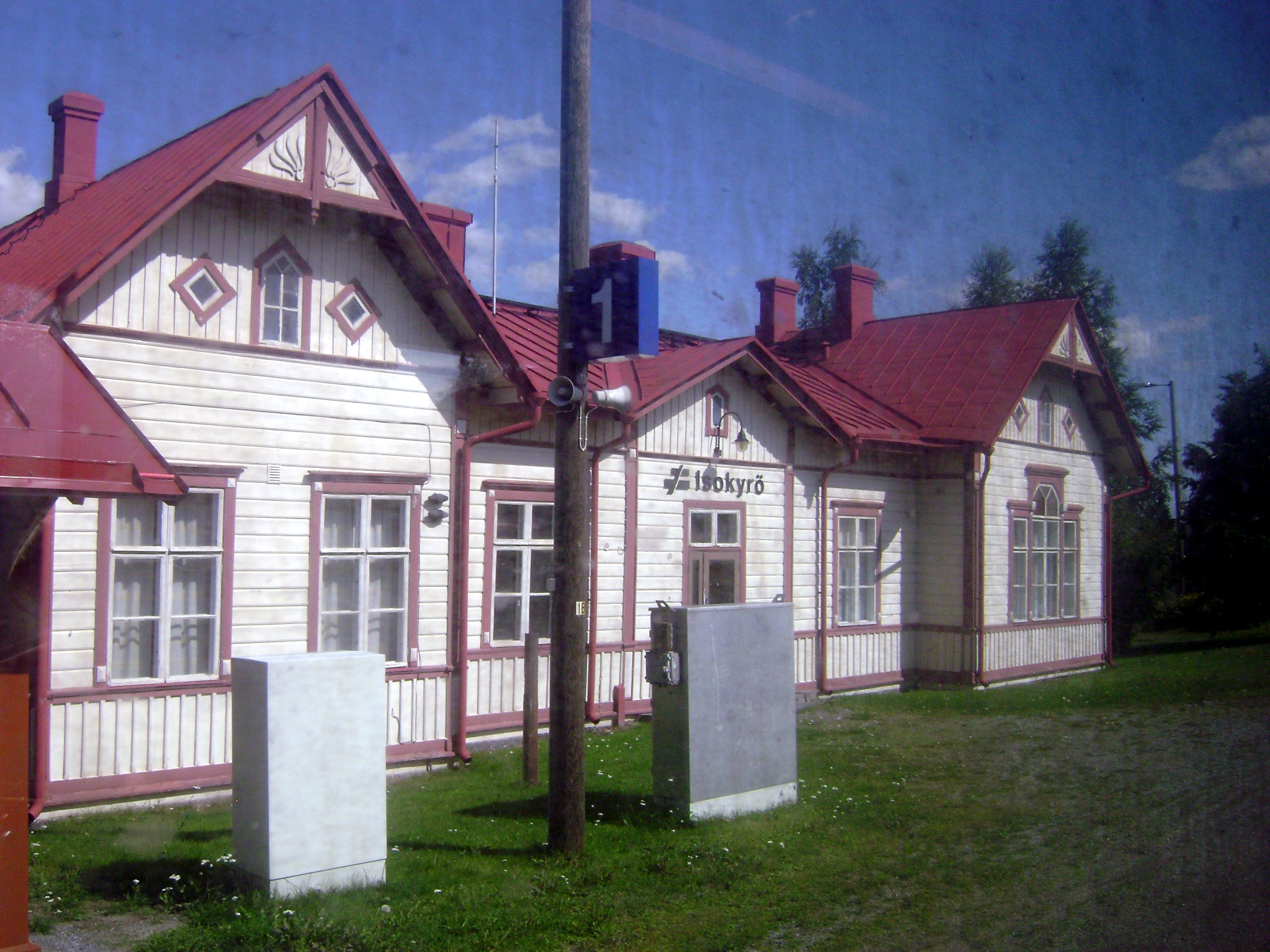
Железнодорожная станция И́сокюрё

Древняя ДНК из Левянлухта показала, что жившие здесь с V по VIII век люди генетически более напоминали современных саамов, чем финнов. У образцов из Леванлухты были определены митохондриальные гаплогруппы U5a, U5b и характерная для саамов гаплогруппа U5b1b1a.
В 1714 году при Стуркюро произошло сражение в рамках Северной войны между русской и шведской армиями. Завершилось разгромом последней.

## Численность населения
Численность населения на 31 января 2014 года составляла 4 871 человек.
| 1980  | 1985    | 1990    | 1995    | 2000    | 2005    | 2010    |
| ----- | ------- | ------- | ------- | ------- | ------- | ------- |
| 5 383 | ↘ 5 394 | ↘ 5 340 | ↘ 5 279 | ↘ 5 151 | ↘ 5 044 | ↘ 4 965 |